# Hipoteza
Hipotéza (iz starogrškega υπόθεσις: ipóteses - predpostavka) ali domnéva je predlog pojasnila nekega pojava ali možna razlaga. V naravoslovju s poskusi preverjena hipoteza velja za točno razlago pojava, reče se ji teorija. Hipotezo, ki se ne sklada z rezultati poskusov, je treba zavreči, dopolniti ali nadomestiti.
V družbenih znanostih in filozofiji je hipoteza trditev, ki se jo poskuša po privzetih pravilih diskusije hipotez pripeljati do sklepa o pravilnosti trditve.